# Nagroda Wakkera
Nagroda Wakkera ufundowana została w 1972 przez Dziedzictwo Szwajcarskie (niem., Schweizer Heimatschutz, fr. Patrimoine Suisse) i przyznawana jest corocznie gminom, organizacjom lub przedsiębiorstwom, które wniosły znaczący wkład w rozwój współczesnej architektury oraz ochrony wartości własnego dziedzictwa, środowiska i przestrzeni. Nagrodę ufundowano ze spadku, jaki na ten cel zapisał genewski przedsiębiorca Henri-Louis Wakker i na jego cześć nagrodę nazwano jego imieniem.

## Laureaci Nagrody Wakkera
| - 2007: Altdorf - 2006: Delémont - 2005: CFF Koleje Szwajcarskie - 2004: Biel/Bienne - 2003: Sursee - 2002: Turgi - 2001: Uster - 2000: Genewa - 1999: Hauptwil-Gottshaus - 1998: Vrin - 1997: Berno - 1996: Bazylea | - 1995: Splügenpass - 1994: La Chaux-de-Fonds - 1993: Monte Carasso - 1992: St. Gallen - 1991: Cham - 1990: Montreux - 1989: Winterthur - 1988: Porrentruy - 1987: Bischofszell - 1986: Diemtigen - 1985: Laufenburg - 1984: Wil | - 1983: Muttenz - 1982: Avegno - 1981: Elm - 1980: Solura - 1979: Ernen - 1978: Dardagny - 1977: Gais - 1976: Grüningen - 1975: Guarda - 1974: Wiedlisbach - 1973: Saint-Prex - 1972: Stein am Rhein |